# Hartwig (Salzburg)
Hartwig (auch Hartwig, Graf von Ortenburg) († 5. Dezember 1023 in Salzburg) war vom 8. Dezember 991 bis zu seinem Tod am 5. Dezember 1023 Erzbischof von Salzburg.

## Leben
Hartwig entstammte dem heimischen bayerischen Adel. Sein Vater war der Kärntner Gewaltbote und spätere bayerische Pfalzgraf Hartwig I., seine Mutter Wichburg war die Tochter von Herzog Eberhard von Bayern aus dem Adelsgeschlecht der Luitpoldinger. Der spätere Erzbischof Hartwig wurde in Salzburg am 23. Dezember 970 Subdiakon, am 19. September 973 Diakon und empfing am 18. September 985 die Priesterweihe. Am 8. November 991 empfing er die Bischofsweihe und erhielt von Papst Johannes XV. das Pallium.
Hartwig war wie viele Zeitgenossen von der Idee der Erneuerung eines christlichen römisch-deutschen Kaisertums (Renovatio imperii) eingenommen. Im Auftrag des Reiches nahm er an zwei Synoden in Ingelheim (993, 996) und an der Kaiserkrönung Ottos III. in Rom teil. Dabei gewährte Otto neben Freising auch der Stadt Salzburg das Recht, einen täglichen Markt mit Regensburger Münze abzuhalten, wobei der Ertrag dem Erzbistum zukommen sollte. Diese Verleihung bedeutete nicht nur eine erhebliche Vergrößerung der Machtbefugnisse des Erzbischofs, sondern vor allem einen entscheidenden Schritt zur weiteren Entwicklung der Stadt. Hartwig hat zum eigenen Vorteil von seinem Recht reichlich Gebrauch gemacht.
1002 übergab der im Mittelalter in Salzburg hochverehrte Heilige König Heinrich (der spätere Kaiser Heinrich II.) dem Erzbischof den Lungau. Als Gast des Erzbischofs weilte Heinrich zu Weihnachten 1009 in Salzburg. Er unterstützte hier den Neubau, genannt Heinrichsbasilika, der zuvor abgebrannten Nonnberger Stiftskirche mit erheblichen Mitteln. Auch erhielt Hartwig Besitztümer im Ennstal mit Sudpfannen, Sudhäusern und allem Zubehör, die nach dem Wunsch des Herrschers nach dem Tod Hartwigs ins Eigentum des Stiftes St. Peter übergehen sollten.